# Bovigny
Cet article possède un paronyme, voir Bobigny.
 (octobre 2023).
Si vous disposez d'ouvrages ou d'articles de référence ou si vous connaissez des sites web de qualité traitant du thème abordé ici, merci de compléter l'article en donnant les références utiles à sa vérifiabilité et en les liant à la section « Notes et références ».
Bovigny (en wallon Bovgnî, en luxembourgeois Buawiss/Buawiess, en allemand Bowies) est une section de la commune belge de Gouvy située en Région wallonne dans la province de Luxembourg, localité où siège également l’administration communale.

## Étymologie
Propriété de ceux (suffixe -iniacas) de Bôbo, anthroponyme germanique.

## Géographie
Le village de Bovigny est situé le long de la N892 qui relie Bovigny à Halconreux et  également le long de la N68 qui relie Aix-La-Chapelle à Wemperhardt.
Le village est traversé par la ligne de chemin de fer ligne 42 reliant Liège à Gouvy.
Bovigny est situé en Ardennes.
Son altitude varie peu. L’altitude la plus basse est situé au niveau de l’intersection avec Honvelez sur la N68 avec 430 m et l’altitude la plus haute est situé sur le haut du village à l’intersection avec Honvelez avec pas moins de 480 m. Le centre du village se situe à 450 m. La différence entre le point le plus haut et le point le plus bas est de 50 m.
| Petite-Langlire | Honvelez | Cierreux |
| Langlire        | Bovigny  | Rogery   |
| Courtil         | Courtil  | Courtil  |

## Démographie
- Source: INS recensements population

Sur le territoire de l'ancienne commune de Bovigny, lil y avait 1238 habitants au 1er janvier 2021. Cette section est la seconde plus peuplée de la commune de Gouvy, derrière celle de Limerlé.

## Histoire
Déjà connu en 871 sous l’appellation Bovennias, Bovigny tirerait son nom de « Boviniacae villae » qui signifie « fermes pour l’élevage des bœufs ».

### L'ancienne commune
Avant la réforme des communes belges de 1977, l’ancienne commune de Bovigny faisait entièrement partie de l'actuelle commune de Gouvy. Elle comprenait les sections de : Bovigny, Cierreux, Courtil, Halconreux, Honvelez, Rogery. Son code postal était 6671 et sa zone téléphonique 82037.
L’urbanisme de l'ancienne commune de Bovigny était caractérisée par sa ruralité, des vieilles maisons et surtout les secteurs boisés qui représentaient plus de 60 % du territoire.
L’altitude moyenne était de 488 mètres (la plus basse altitude se trouvant à 400 mètres au N-O de Cierreux et la plus haute à 576 mètres à l'Ouest de Courtil).
L'ancienne commune était desservie par deux gares, aujourd'hui désaffectées (gare de Cierreux et gare de Bovigny). Plusieurs lignes de bus passaient sur le territoire communal (142 ; 89 ; 163c ; 18/4 ; 18/3 ; 14/7  et 14/6).

### Nouvelle entité
Avec la fusion des communes de 1977, Bovigny a perdu son statut communal. Elle est désormais une section de la commune de Gouvy. 

## Patrimoine et culture

### Patrimoine architectural
- L'église Saint-Martin et son cimetière, classés.
- Le presbytère de Bovigny, classé.
- La chapelle Notre-Dame-des-Malades et ses abords, situés hors du village, classés.

## Économie

### Transports
Le village est traversé par la ligne de chemin de fer ligne 42 reliant Liège à Gouvy. La gare la plus proche est celle de Gouvy depuis la fermeture de la gare de Bovigny, située à Courtil.
Plusieurs lignes de bus y passent. C’est le cas des lignes 142 Trois-Ponts-Gouvy, 89 Vielsalm-Bastogne et 14/7 Houffalize-Schmiede.

### Tourisme

#### Promenades SI
N° 23 12,4 km 4 h jaune sauvage, vallée de la Ronce, ruisseau, raccourci par la N° 36 N° 24 11 km 3 h 30 bleu facile, village de Cierreux
Nº 25 8,6 km 3 h rouge point de vue vers les hauteurs de Rogery, chapelle St-Martin à 200 m
Nº 26 9,1 km 3 h 10 vert facile, campagne.

#### Promenades VTT
Nº 4 31 km rouge.